# Donald II de Escocia

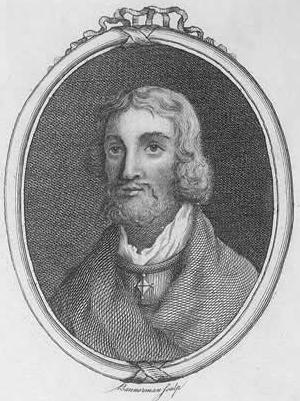
Retrato de Donald II

Donald II de Escocia (en gaélico escocés Domnall mac Causantín, muerto en el 900) fue rey de Escocia, hijo de Constantino I. Recibió el epíteto de dásachtach ('hombre violento') en la profecía de Berchan.
No pudo evitar que los vikingos noruegos ocupasen las islas del Norte y Oeste de Orkney en el 899 y las repoblasen con pueblos germánicos con la finalidad de usarlas de base para la futura colonización de Irlanda e Inglaterra. Fue el primero en figurar en los documentos escritos como Rí Alban, y nombrar al país como Albanaig o Alba, puesto que Escocia no será usado hasta el siglo XIII.